# Desierto de Kavir
| Parámetros climáticos promedio de Desierto de Kavir | Parámetros climáticos promedio de Desierto de Kavir | Parámetros climáticos promedio de Desierto de Kavir | Parámetros climáticos promedio de Desierto de Kavir | Parámetros climáticos promedio de Desierto de Kavir | Parámetros climáticos promedio de Desierto de Kavir | Parámetros climáticos promedio de Desierto de Kavir | Parámetros climáticos promedio de Desierto de Kavir | Parámetros climáticos promedio de Desierto de Kavir | Parámetros climáticos promedio de Desierto de Kavir | Parámetros climáticos promedio de Desierto de Kavir | Parámetros climáticos promedio de Desierto de Kavir | Parámetros climáticos promedio de Desierto de Kavir | Parámetros climáticos promedio de Desierto de Kavir |
| Mes                                                 | Ene.                                                | Feb.                                                | Mar.                                                | Abr.                                                | May.                                                | Jun.                                                | Jul.                                                | Ago.                                                | Sep.                                                | Oct.                                                | Nov.                                                | Dic.                                                | Anual                                               |
| --------------------------------------------------- | --------------------------------------------------- | --------------------------------------------------- | --------------------------------------------------- | --------------------------------------------------- | --------------------------------------------------- | --------------------------------------------------- | --------------------------------------------------- | --------------------------------------------------- | --------------------------------------------------- | --------------------------------------------------- | --------------------------------------------------- | --------------------------------------------------- | --------------------------------------------------- |
| Temp. máx. abs. (°C)                                | 39.0                                                | 43.2                                                | 45.3                                                | 47.5                                                | 48.6                                                | 49.7                                                | 50.0                                                | 49.6                                                | 47.6                                                | 44.6                                                | 42.1                                                | 40.6                                                | 50.0                                                |
| Temp. máx. media (°C)                               | 30.5                                                | 33.4                                                | 35.6                                                | 38.6                                                | 39.5                                                | 41.5                                                | 43.6                                                | 42.1                                                | 39.7                                                | 35.4                                                | 32.1                                                | 29.8                                                | 36.8                                                |
| Temp. media (°C)                                    | 22.0                                                | 26.5                                                | 30.4                                                | 32.5                                                | 34.7                                                | 36.5                                                | 38.3                                                | 35.6                                                | 33.4                                                | 31.1                                                | 28.9                                                | 24.3                                                | 31.2                                                |
| Temp. mín. media (°C)                               | 15.8                                                | 19.6                                                | 21.3                                                | 25.6                                                | 27.5                                                | 31.1                                                | 34.5                                                | 30.5                                                | 27.5                                                | 24.3                                                | 19.7                                                | 16.4                                                | 24.5                                                |
| Temp. mín. abs. (°C)                                | 4.0                                                 | 6.3                                                 | 7.8                                                 | 9.6                                                 | 13.5                                                | 17.5                                                | 20.1                                                | 18.4                                                | 14.7                                                | 11.4                                                | 9.6                                                 | 7.3                                                 | 4.0                                                 |
| Lluvias (mm)                                        | 3.2                                                 | 6.5                                                 | 8.5                                                 | 4.3                                                 | 1.1                                                 | 0.7                                                 | 0.3                                                 | 1.2                                                 | 1.6                                                 | 1.1                                                 | 0.8                                                 | 0.5                                                 | 29.8                                                |
| [cita requerida]                                    |                                                     |                                                     |                                                     |                                                     |                                                     |                                                     |                                                     |                                                     |                                                     |                                                     |                                                     |                                                     |                                                     |

El desierto de Kavir o Dasht-e-Kavir (en persa: دشت كوير‎), conocido también como Kavir-e Namak o Gran Desierto Salado, es un gran desierto situado en el centro de la meseta de Irán. 
Tiene unos 800 km de largo y 320 km de ancho con una superficie total de alrededor de 77.600 km².
Abarca desde los montes Elburz en el noroeste, hasta el desierto Dasht-e-Lut (desierto del Vacío), en el sureste, y, administrativamente, forma parte de las provincias iraníes de Jorasán, Semnán, Teherán, Isfahán y Yazd. Recibe su nombre de los pantanos de sal (kavirs) que allí se encuentran.

## Clima y estructura

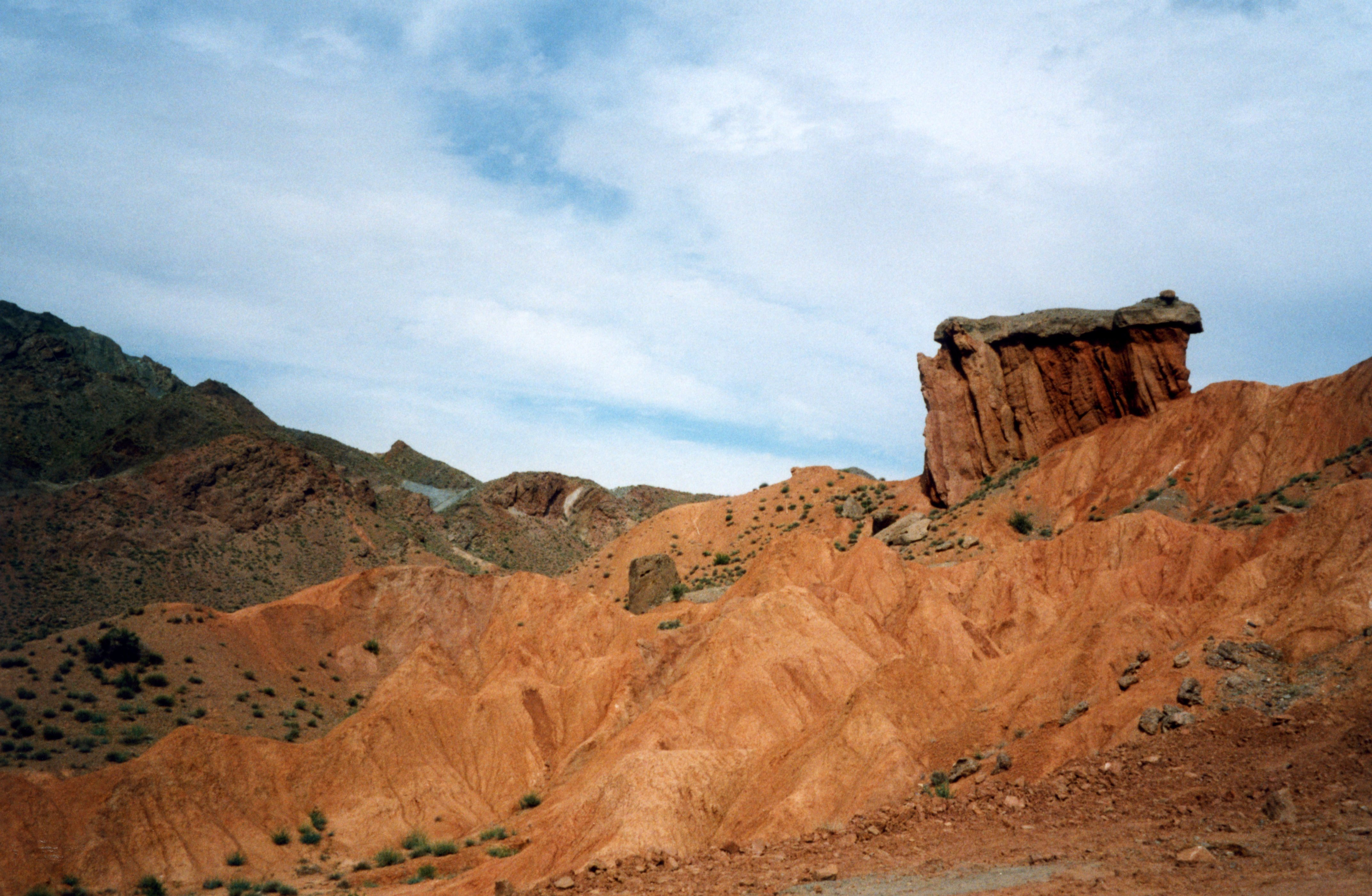
Desierto de Kavir

El clima de Dasht-e-Kavir es casi sin pluviosidad y la región es muy árida. Las temperaturas pueden llegar a los 50 °C en el verano y la temperatura media en enero es de 22 °C. Las temperaturas diurna y nocturna durante un año puede diferir hasta en 70 °C. La lluvia cae normalmente en el invierno.
El suelo del desierto está cubierto de arena y guijarros; hay algunos pantanos, lagos y wadis. Las altas temperaturas hacen que la vaporización sea extrema, lo que deja los pantanos y los suelos lodosos con grandes costras de sal. A menudo hay fuertes tormentas y pueden hacer que se formen colinas de arena que llegan hasta una altura de 40 metros. Algunas partes de Dasht-e-Kavir tienen un aspecto más bien de estepa.

## Accidentes geográficos
En la parte central del desierto está el Kavir Buzurg (Gran Kavir), de 320 km de largo y 160 km de ancho. En el oeste, puede encontrarse un lago de sal llamado Darya-ye Namak (1800 km²), que tiene grandes placas de sal en una forma parecida a la de un mosaico. Es parte de una zona ecológicamente protegida, de 4000 km², el parque nacional Kavir. Uno de los lugares más desolados del Dasht-e-Kavir es el Rig-e Jenn.

## Flora y fauna
La vegetación en Dasht-e-Kavir está adaptada al clima caliente y árido así como al suelo salino en el que arraiga. Entre las especies vegetales comunes como hierbas y arbustos sólo se pueden encontrar en algunos valles y en lo alto de las montañas. La planta más difundida es hierba de San Juan.
El Podoces persa es una especie de pájaro que vive en algunas partes de las mesetas del desierto, junto con la hubara, alondras y gangas.
Gacelas persas viven en partes de estepa y desierto de la meseta central. Ovejas silvestres, cabras y leopardos son comunes en las zonas montañosas. La vida nocturna trae gatos monteses, lobos, zorros y otros carnívoros. En algunas partes del desierto pueden verse el asno salvaje persa (Equus hemionus) y el guepardo asiático. Lagartos y serpientes viven en diferentes lugares de la meseta central.

## Agricultura
El calor extremado y las muchas tormentas de Dasht-e-Kavir causan una amplia erosión, lo que hace prácticamente imposible cultivas las tierras. El desierto es casi inhabitado y está poco explotado. La ganadería de camellos y ovejas son fuentes de vida para las pocas personas que viven sobre este terreno. El asentamiento humano está limitado a algunos oasis, donde se alzan construcciones que bloquean el viento, de manera que puedan defenderse de las rigurosas condiciones ambientales. Para obtener la tan necesitada agua, los habitantes del desierto de la antigua Persia, hace ya miles de años, crearon un complicado sistema de pozos de agua conocido como "Viaje de agua". Aún se usan, y modernos sistemas usados en todo el mundo para la obtención de ingresos de agua se basan en sus técnicas.